# Navacerrada
Navacerrada là một đô thị trong Cộng đồng Madrid, Tây Ban Nha. Đô thị Navacerrada có diện tích 32 km², dân số theo điều tra năm 2010 của Viện thống kê quốc gia Tây Ban Nha là người. Đô thị Navacerrada nằm ở khu vực có độ cao 1203 mét trên mực nước biển.